# 葡萄園裡的那男子
《葡萄園裏的那男子》（韓語：포도밭 그 사나이）是韓國KBS於2006年7月24日起播放的月火迷你連續劇。

## 劇情介紹
李智賢(尹恩惠 飾)一心想成為時裝設計師的活潑都市女孩，她在一間時裝公司擔任見習試用職員。但對於自己的將來非常有信心，因為覺得自己能夠成功地自創品牌。某一次，智賢精心設計出一款衣服準備參展發表，但這套衣服的設計，卻被智賢的上司偷走，當作是她自己的設計作品，智賢最後更因此被解僱。就在此時，爺爺來到智賢家裡，並發表了一段勁爆宣言，其內容就是"願意將自己名下所擁有的萬坪葡萄園繼承權給智賢"，但前提是智賢必須要到鄉下過1年的務農生活。最後在媽媽的強制要求下智賢來到鄉下，遇到了外表冷酷木訥，但內心卻很純樸的張澤基(吳萬石 飾)，彼此互相看不順眼的兩人在吵吵鬧鬧中開始了農村生活。

## 演員表

### 主要人物
- 尹恩惠 飾演 李智賢
- 吳萬石 飾演 張澤基
- 鄭少英 飾演 姜秀真
- 金知碩 飾演 金慶民
- 姜恩菲 飾演 朴紅怡

### 其他人物
- 朴孝妍 飾演 張澤英
- 金昌完 飾演 李亨萬
- 李美英 飾演 崔郁淑
- 李順載 飾演 李丙達
- 方銀熙 飾演 徐英蘭
- 鮮于龍女 飾演 宋女士

## 獲獎列表
| 年份   | 頒獎典禮    | 獎項       | 入圍者 | 結果 |
| ------ | ----------- | ---------- | ------ | ---- |
| 2006年 | KBS演技大賞 | 男子新人獎 | 吳萬石 | 獲獎 |
| 2006年 | KBS演技大賞 | 人氣獎     | 吳萬石 | 獲獎 |
| 2006年 | KBS演技大賞 | 最佳情侶獎 | 吳萬石 | 獲獎 |
| 2006年 | KBS演技大賞 | 最佳情侶獎 | 尹恩惠 | 獲獎 |
| 2006年 | KBS演技大賞 | 女子新人獎 | 尹恩惠 | 獲獎 |

## 各地播放時間
依地區的首播時間作排列

### 台灣
- 八大戲劇台
  - 譯名：
  - 首播：2006年11月20日
  - 時段：晚上9時至10時
  - 集數：25集
  - 片頭曲：黑澀會美眉-甜心轟炸機 《Shining Kiss》
  - 片尾曲：黑澀會美眉-粉紅高壓電 《123木頭人》
- 八大綜合台
  - 譯名：
  - 首播：2008年5月30日
  - 時段：晚上10時至11時
  - 集數：17集
  - 片頭曲：蕭亞軒 《兩個人的寂寞》
  - 片尾曲：蕭亞軒 《衝動》

### 香港
- 亞洲電視本港台
  - 譯名：
  - 首播：2007年7月8日
  - 時段：凌晨0時35分
  - 集數：16集
- 亞洲電視亞洲高清台
  - 譯名：
  - 首播：2009年10月21日
  - 時段：下午1時正、晚上11時55分（即日重播）
  - 集數：16集

## 外部連結
- 韓國KBS （页面存档备份，存于） 
- 台灣GTV （繁體中文）
- 香港亞洲電視 （繁體中文）

| KBS 2TV 月火劇                             | KBS 2TV 月火劇                                     | KBS 2TV 月火劇 |
| ------------------------------------------ | -------------------------------------------------- | -------------- |
|                                            | 葡萄園裏的那男子 （2006年7月24日 - 2006年9月12日） |                |
| 再見先生 （2006年5月22日 - 2006年7月18日） | 白雲階梯 （2006年9月18日 - 2006年11月7日）         |                |

| 臺灣 八大戲劇台 星期一至五 21:00 - 22:00     | 臺灣 八大戲劇台 星期一至五 21:00 - 22:00        | 臺灣 八大戲劇台 星期一至五 21:00 - 22:00 |
| -------------------------------------------- | ----------------------------------------------- | ---------------------------------------- |
|                                              | 葡萄園之戀 （2006年11月20日 - 2006年12月22日）  |                                          |
| 不良家族 （2006年10月16日 - 2006年11月17日） | 你來自哪顆星 （2006年12月25日 - 2007年1月25日） |                                          |